# Kilianina
Kilianina es un género de foraminífero bentónico de la subfamilia Paravalvulininae, de la familia Paravalvulinidae, de la superfamilia Chrysalidinoidea, del suborden Textulariina y del orden Textulariida. Su especie tipo es Kilianina blancheti. Su rango cronoestratigráfico abarca el Bathoniense superior (Jurásico medio).

## Discusión
Clasificaciones previas incluían Kilianina en la subfamilia Dictyoconinae, de la familia Orbitolinidae, de la superfamilia Orbitolinoidea, del Suborden Textulariina del Orden Textulariida o en el orden Lituolida.

## Clasificación
Kilianina incluye a las siguientes especies:
- Kilianina blancheti †
- Kilianina blanchetiformis †
- Kilianina lata †
- Kilianina preblancheti †
- Kilianina rahonensis †